# Zoroastre
Zoroastre (Zarathustra) är en fransk opera (Tragédie lyrique) i fem akter med musik av Jean-Philippe Rameau och libretto av Louis de Cahusac.

## Historia
Zoroastre var den första franska operan som inte inleddes med en allegorisk prolog eller vars handling inte härrörde från den antika romerska eller grekiska mytologin, utan från persisk religion. Handlingen rör sig om konflikten mellan zoroastrismens grundare Zarathustra och en maktlysten trollkarl vid namn Abramane. Zarathustra framställs som ett högre maktväsen medan Abramane framstår som en tjänare till ondskans ande Ahriman. Librettisten Louis de Cahusac var en hängiven anhängare av Frimurarorden och många av hans verk hyllade Upplysningstidens ideal. Den historiske Zarathustra var högt ansedd inom Frimureriet och parallellen med Mozarts opera Trollflöjten (1791) är påfallande. Båda verken innehåller mystiska initiationsriter med en vis trollkarl i högsätet. Genom att handlingen betonar kampen mellan de goda och onda krafterna, hamnar den sedvanliga uppmärksamheten på kärleksintriger i bakvattnet. De kvinnliga rollerna spelar mindre roll än vanligt och agerar mest som bönder i ett schackspel mellan Zoroastre och Abramane.
Operan hade premiär den 5 december 1749 på Parisoperan men var ingen succé. Rameau och Cahusac reviderade operan till en nyuppsättning 1756.

## Personer
- Zoroastre (haute-contre)
- Abramane (basbaryton)
- Amélite (sopran)
- Erinice (sopran)
- Zopire (basbaryton)
- Céphie (sopran)
- Zélize (sopran)
- Abenis (haute-contre)
- En röst från ovan (haute-contre)
- En salamander (basbaryton)
- En sylf (sopran)
- Vengeance (Hämnden) (basbaryton)
- En röst från underjorden (basbaryton)
- Jealousy (Svartsjukan) (sopran)
- Ilskan (sopran)
- Första furien (haute-contre)
- Andra furien Second (basbaryton)
- Tredje furien (haute-contre)
- Oromasès (basbaryton)
- Narbanor (basbaryton)

## Handling
Zoroastre har blivit fördriven efter att kungen av Baktrien har dött. Han får ett budskap från en röst från ovan om att befria folket i Baktrien från Abramanes onda styre. Medelst många övernaturliga krafter lyckas han besegra Abramane.